# Frederic al II-lea Eugene, Duce de Württemberg
Friedrich Eugen de Württemberg (21 ianuarie 1732 – 23 decembrie 1797), al patrulea fiu al Ducelui Karl Alexander și al Prințesei Maria Augusta de Thurn și Taxis. 

## Căsătorie și copii
S-a căsătorit cu Friederike Sophia Dorothea de Brandenburg-Schwedt, o nepoată a regelui Frederic cel Mare, cu care a avut 12 copii:
1. Frederick I (6 noiembrie 1754 – 30 octombrie 1816), succesorul său, care mai târziu a devenit primul rege de Württemberg
2. Louis Frederick Alexander (30 august 1756 – 20 septembrie 1817)
3. Eugene Frederick Henry (1758 – 20 iunie 1822)
4. Sophie Marie Dorothea (25 octombrie 1759 – 5 noiembrie 1828), căsătorită cu Pavel I, împărat al Rusiei
5. William Frederick Philip (27 decembrie 1761 – 10 august 1830); tatăl lui Wilhelm, Duce de Urach
6. Ferdinand Frederick Augustus (22 octombrie 1763 – 20 ianuarie 1834), căsătorit cu Prințesa Kunigunde von Metternich, sora lui Klemens Wenzel, Prinț de Metternich
7. Friederike Elisabeth Amalie (27 iulie 1765 – 24 noiembrie 1785), căsătorită cu Petru, Duce de Oldenburg
8. Elisabeth Wilhelmine Luise (21 aprilie 1767 – 18 februarie 1790), căsătorită cu Francisc al II-lea, Împărat Roman
9. Friederike Wilhelmine Katharina (1768)
10. Karl Frederick Henric (3 mai 1770 – 22 august 1791)
11. Alexander Frederick Charles (24 aprilie 1771 – 4 iulie 1833), fondatorul celei de-a cincea ramuri de Württemberg, de care aparține actualul șef al Casei, Ducele Carl Maria de Württemberg
12. Karl Henric (3 iulie 1772 – 28 iulie 1833)

## Descendenți notabili
Fiica sa, Sophie Dorothea, s-a căsătorit cu împăratul Pavel I al Rusiei și a devenit împărăteasa Maria Feodorovna. Împărăteasa a fost mama împăraților Alexandru I și Nicolae I ai Rusiei ca și a reginei Anna Paulowna a Olandei (din care descinde actuala familie regală olandeză) și Marea Ducesă Maria Pavlovna de Saxa-Weimar-Eisenach, străbunica ămpăratului Wilhelm al II-lea al Germaniei.
Prin cel de-al doilea fiu, Ducele Louis de Württemberg, el este stră-stră-stră-străbunicul Elisabetei a II-a a Regatului Unit și a regelui Juan Carlos I al Spaniei. Prin fiul lui cel mare, Frederick I, el este strămoșul lui Boris Johnson, primarul ales al Londrei din 2008 și 2012.